# Šnjegotina Velika
Šnjegotina Velika är ett samhälle i Bosnien och Hercegovina.   Det ligger i entiteten Republika Srpska, i den centrala delen av landet, 120 km nordväst om huvudstaden Sarajevo. Šnjegotina Velika ligger 227 meter över havet och antalet invånare är 595.
Terrängen runt Šnjegotina Velika är kuperad åt sydost, men åt nordväst är den platt. Šnjegotina Velika ligger nere i en dal. Närmaste större samhälle är Maslovare, 16,2 km söder om Šnjegotina Velika. 
I omgivningarna runt Šnjegotina Velika växer i huvudsak lövfällande lövskog. Runt Šnjegotina Velika är det ganska tätbefolkat, med 67 invånare per kvadratkilometer.